# Chrysina aurigans
Chrysina aurigans (лат.) — вид пластинчатоусых жуков из подсемейства хлебных жуков и хрущиков (Rutelinae). Общая длина 2—3,5 см. Окраска очень яркая золотистая с сильным металлическим блеском, иногда с красноватым оттенком. Тропический вид, распространенный в Центральной Америке, в основном в Коста-Рике, где он водится на склонах карибской стороны горных хребтов Кордильера-де-Гуанакасте, Кордильера-де-Тиларан, Центрального и части горного хребта Кордильера-де-Таламанка на высоте от 600 до 1250 м над уровнем моря, и в прилегающих районах Панамы и, по некоторым данным, в Никарагуа. Они обитают в горных тропических лесах в кронах деревьев в местах, где ещё сохранился естественный лес. Питаются листьями деревьев. Во взрослом возрасте они ведут ночной образ жизни, а днем отдыхают в листве верхушек деревьев. После спаривания и совокупления самки спускаются на лесную подстилку, чтобы найти стволы мертвых деревьев, где они откладывают яйца. Личинки развиваются внутри ствола, питаясь гниющей древесиной.

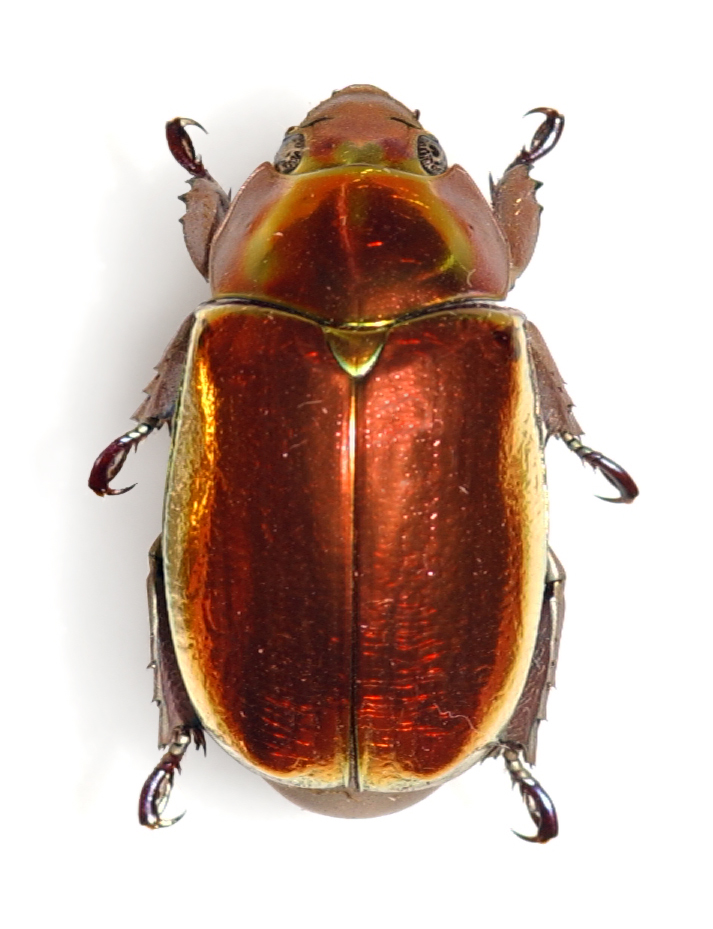